# Liste der Stolpersteine in Bad Mondorf

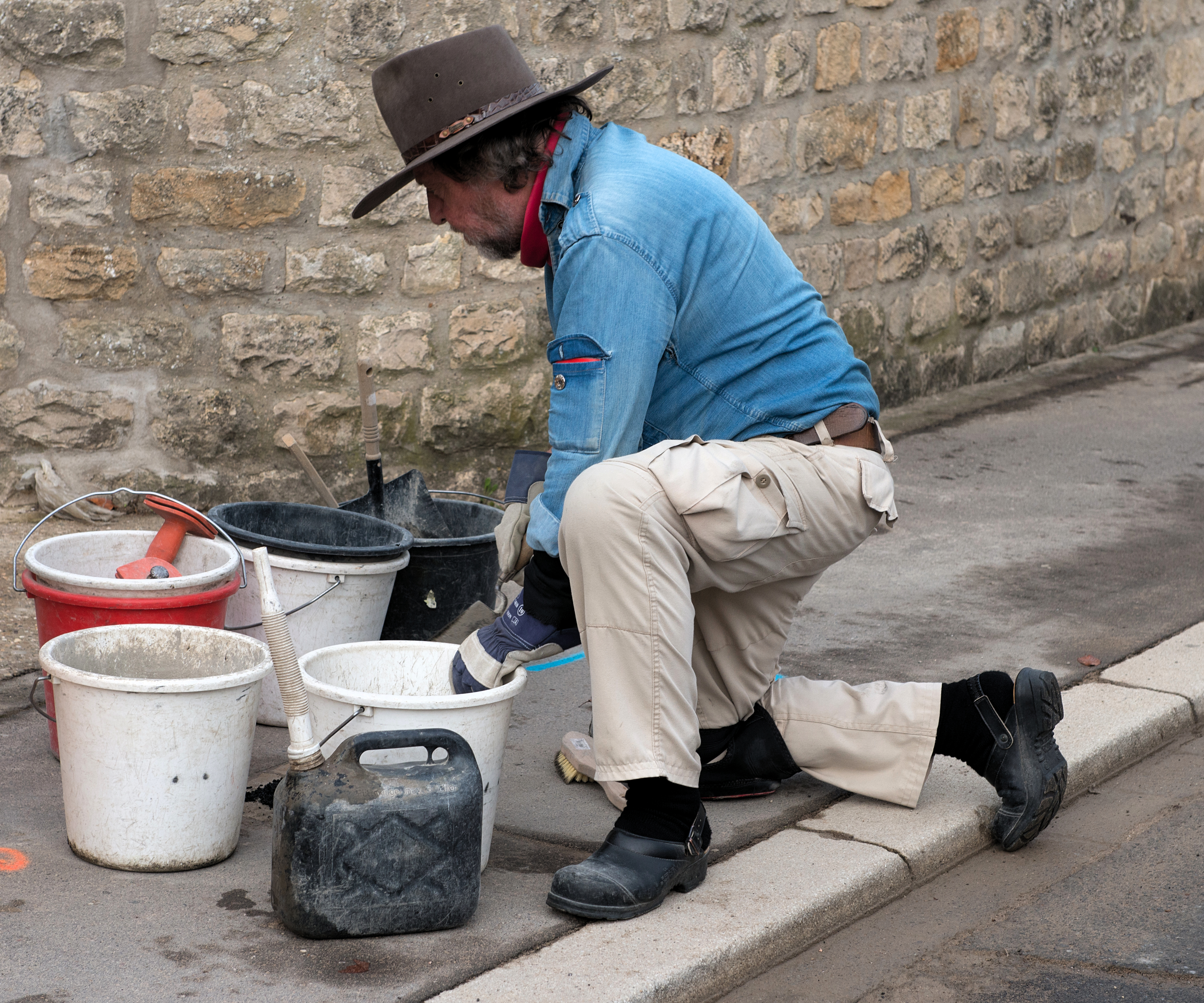
Verlegung des Stolpersteins für Bernard Weber durch Gunter Demnig

Die Liste der Stolpersteine in Bad Mondorf enthält die Stolpersteine, die in dem in Luxemburg gelegenen Ort Bad Mondorf verlegt wurden und an das Schicksal der Menschen erinnern, die im Nationalsozialismus ermordet, deportiert, vertrieben oder in den Suizid getrieben wurden.
Auf Initiative der Gemeindeverwaltung gemeinsam mit der Kulturkommission und mit Hilfe des Nationalen Widerstandsmuseums sowie der Vereinigung Memoshoah wurden am 6. November 2015 durch Gunter Demnig insgesamt 11 Stolpersteine verlegt.

## Liste
| Bild | Person            | Verlegeort             |  | Verlegedatum | Leben |
| ---- | ----------------- | ---------------------- |  | ------------ | --- |
|      | Joseph Kinman     | 4, avenue Dr. Klein    |  | 6. Nov. 2015 | ermordet am 18. Mai 1944 im KZ Auschwitz |
|      | Jakob Hayum       | 4, avenue Dr. Klein    |  | 6. Nov. 2015 | Jakob 'Jacques’ Hayum wurde am 19. Juli 1908 in Könen bei Trier in der damaligen Rheinprovinz geboren, wo er zeitweilig auch wohnte. Zur Zeit des Nationalsozialismus wurde er zunächst vom 21. Juni 1938 bis zum 25. August 1938 im Konzentrationslager Sachsenhausen inhaftiert, ab dem 25. August 1938 dann an einen weiteren heute unbekannten Haftort verbracht. Nach seiner Haftentlassung emigrierte Hayum nach Luxemburg und Frankreich und wurde in Drancy interniert, von wo er am 4. März 1943 in das Konzentrationslager Majdanek deportiert und noch im selben Jahr ermordet wurde. |
|      | Mayer Bonem       | 42, rue du Moulin      |  | 6. Nov. 2015 | ermordet am 26. November 1942 im KZ Theresienstadt |
|      | Albert Bonem      | 42, rue du Moulin      |  | 6. Nov. 2015 | ermordet am 2. April 1943 im KZ Theresienstadt |
|      | Pauline Bonem     | 42, rue du Moulin      |  | 6. Nov. 2015 | ermordet am 13. Januar 1943 im KZ Theresienstadt |
|      | Marie Faber       | 16–18, rue du Moulin   |  | 6. Nov. 2015 | ermordet am 8. November 1944 im KZ Ravensbrück |
|      | Oskar Herschtritt | 6, Place Bernard Weber |  | 6. Nov. 2015 | in den Tod getrieben am 28. Juli 1942 in Luxemburg |
|      | Sylvain Cerf      | 6, Allée Jean Linster  |  | 6. Nov. 2015 | ermordet am 15. Februar 1943 im KZ Auschwitz |
|      | Colette Cerf      | 6, Allée Jean Linster  |  | 6. Nov. 2015 | ermordet am 15. Februar 1943 im KZ Auschwitz |
|      | Rose Cerf         | 6, Allée Jean Linster  |  | 6. Nov. 2015 | ermordet am 15. Februar 1943 im KZ Auschwitz |
|      | Bernard Weber     | 25, rue John Gruen     |  | 6. Nov. 2015 | ermordet am 25. November 1943 im KZ Hinzert |